# Urbanskolen
Urbanskolen er en folkeskole i Esbjerg Kommune der opstod i kølvandet på den landsdækkende folkeskolereform i 2014 og de heraf følgende organisatoriske ændringer i Esbjerg Kommune. Ændringerne trådte i kraft ved starten af skoleåret 2015/2016 i august 2015.
Urbanskolen er en administrativ sammenlægning af 3 tidligere selvstændige skoler, som nu benævnes afdelinger.
- Rørkjær Skole, nu Urbanskolen, Afdeling R
- Præstegårdsskolen, nu Urbanskolen, Afdeling P og Urbanskolen, Afdeling C (specialtilbud)
- Danmarksgade Skole, nu Urbanskolen, Afdeling D

Skolens ledelse og administration er placeret sammen med Afdeling P og C.